# Бугроватка (Харьковская область)
Бугроватка (укр. Бугруватка) — село, Гатищенский сельский совет, Волчанский район, Харьковская область.
Код КОАТУУ — 6321681602. Население по переписи 2019 г. составляет 30 (14/16 м/ж) человек.

## Географическое положение
Село Бугроватка находится на правом берегу Печенежского водохранилища (река Северский Донец) в месте впадения в него реки Старица, это место считается началом Печенежского водохранилища.
Примыкает к селу Старица, на противоположном берегу село Прилипка, в 7-и км расположен г. Волчанск, село окружает большой лесной массив (дуб).

## История
- 1785 — дата основания.

## Экономика
- В селе есть молочно-товарная ферма.